# For the Love of Nancy
For the Love of Nancy é um telefilme norte-americano de 1994, dirigido por Paul Schneider. Baseado em uma história real, tem como temática a anorexia nervosa. A atriz Tracey Gold estava, na verdade, se recuperando da doença enquanto interpretava a protagonista Nancy Walsh e usou sua própria experiência de vida para esse papel.

## Sumário
Quando Nancy Walsh se forma no ensino secundário, ela se torna apreensiva sobre o seu futuro. Então começa a ficar obsessiva sobre seu peso, exercitando-se todo o tempo e comendo pouco. Na faculdade, evita se socializar com outras pessoas. Todos os seus amigos, vizinhos e seu irmão Tommy observam que ela está perdendo muito peso, mas sua mãe Sally ignora tais mudanças. Seu irmão Patrick é o primeiro a confrontá-la sobre isso e, na ceia de Natal, toda a sua família fica chocada com o grau de magreza a que ela chegou. Nancy então promete que voltará ao normal, o que sua mãe acredita, embora tenha sido alertada pelo tio que, se não fizesse algo, sua filha morreria.
Logo Nancy admite que é anoréxica, revelando também que não sabe como parar a doença. Ela está relutante em ir ao hospital, mas Sally deseja que ela receba ajuda até se recuperar integralmente. Nancy realiza terapia em grupo, mas sente que não aquele não é o seu lugar. Como se não bastasse, recusa-se a comer e passa a esconder comida para fingir que se alimentou. Tendo sido descoberta, Nancy é obrigada pelo seu médico a usar um tubo de alimentação. Após algum tempo, ela ganha seis quilos, o que a deixa com raiva e lhe dá o pretexto para terminar o tratamento. Como já tinha completado a maioridade, ela assina sua saída do hospital e, regressando em casa, continua a passar fome de propósito. Quando Sally encontra pratos de comida embaixo da cama de Nancy, ela percebe que sua filha está mentindo sobre o seu progresso.
Confrontada, Nancy resiste a qualquer tentativa de ajudá-la. Sua mãe questiona aos prantos por que ela está fazendo isso, mas não recebe resposta. Tommy teme que sua irmã vai morrer logo. Sofrendo de extrema desnutrição, Nancy é eventualmente hospitalizada por nefropatia. Seus pais sentem que não podem fazer mais nada, a não ser assisti-la morrer. Desesperada, Sally vai ao tribunal na esperança de ganhar curatela da filha provando que Nancy é incompetente e incapaz de fazer suas próprias decisões. Nancy fica furiosa com isso, bem como com a atenção da mídia para o caso. No final, desiste de relutar, permitindo se submeter ao tratamento de recuperação.

## Elenco
- Tracey Gold, como Nancy Walsh
- Jill Clayburgh, como Sally Walsh
- Cameron Bancroft, como Patrick
- Mark-Paul Gosselaar, como Tommy Walsh
- Michael MacRae, como tio de Nancy